# كيت لاثام
كيت لاثام (بالإنجليزية: Kate Latham)‏ هي لاعب كرة مضرب أمريكية، ولدت في 25 أكتوبر 1952.

## وصلات خارجية
- كيت لاثام على موقع رابطة محترفات التنس (الإنجليزية)
- كيت لاثام على موقع الاتحاد الدولي لكرة المضرب (الإنجليزية)
- كيت لاثام على موقع خلاصة التنس.كوم (الإنجليزية)